# Horní Pohroní

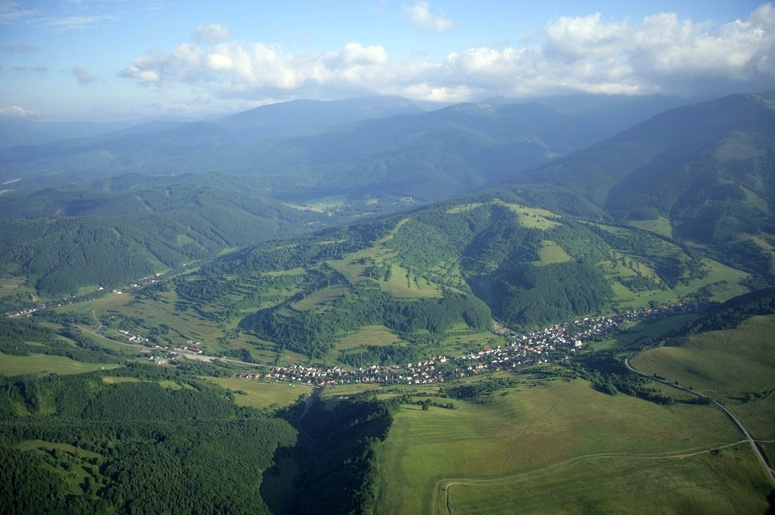
Krajina u obce Mýto pod Ďumbierom (pohled z balónu)

Horehroní (slovensky Horehronie, česky též Horní Pohroní; Horehronský region cestovního ruchu) je slovenský region a region cestovního ruchu rozprostírající se na horním toku řeky Hron, na území okresů Banská Bystrica a Brezno. Ze severní strany region ohraničuje hřeben Nízkých Tater, z jihu pohoří Muránská planina, Veporské vrchy a Poľana. Největším městem a srdcem regionu je Brezno.
Horehroní je jednou z nejmalebnějších částí Slovenska a to z důvodu rozmanitosti přírodních krás, bohatou kulturou a tradicemi.

## Přírodní zajímavosti
Na Horním Pohroní se nachází velké množství přírodních zajímavostí. Pod nejvyšší stupeň ochrany patří dva národní parky, Národní park Nízké Tatry a Národní park Muráňská planina. Mýto pod Ďumbierom a Tále nabízí návštěvníkům dobrý přístup do Nízkých Tater. Nedaleko je také Bystrianská jeskyně, která v období Slovenského národního povstání poskytla úkryt obyvatelům z okolí.
Rozšířeným sportem v Horním Pohroní je lyžování a to jak sjezdové, tak běžecké. V Osrblí se nachází centrum biatlonu, kde se v roce 1997 konalo mistrovství světa. Sjezdové lyžování je možné např. na svazích Chopku, Čertovice, v Mýtě pod Ďumbierem či v Selcích.
V obci Brusno jsou lázně.

## Kultura

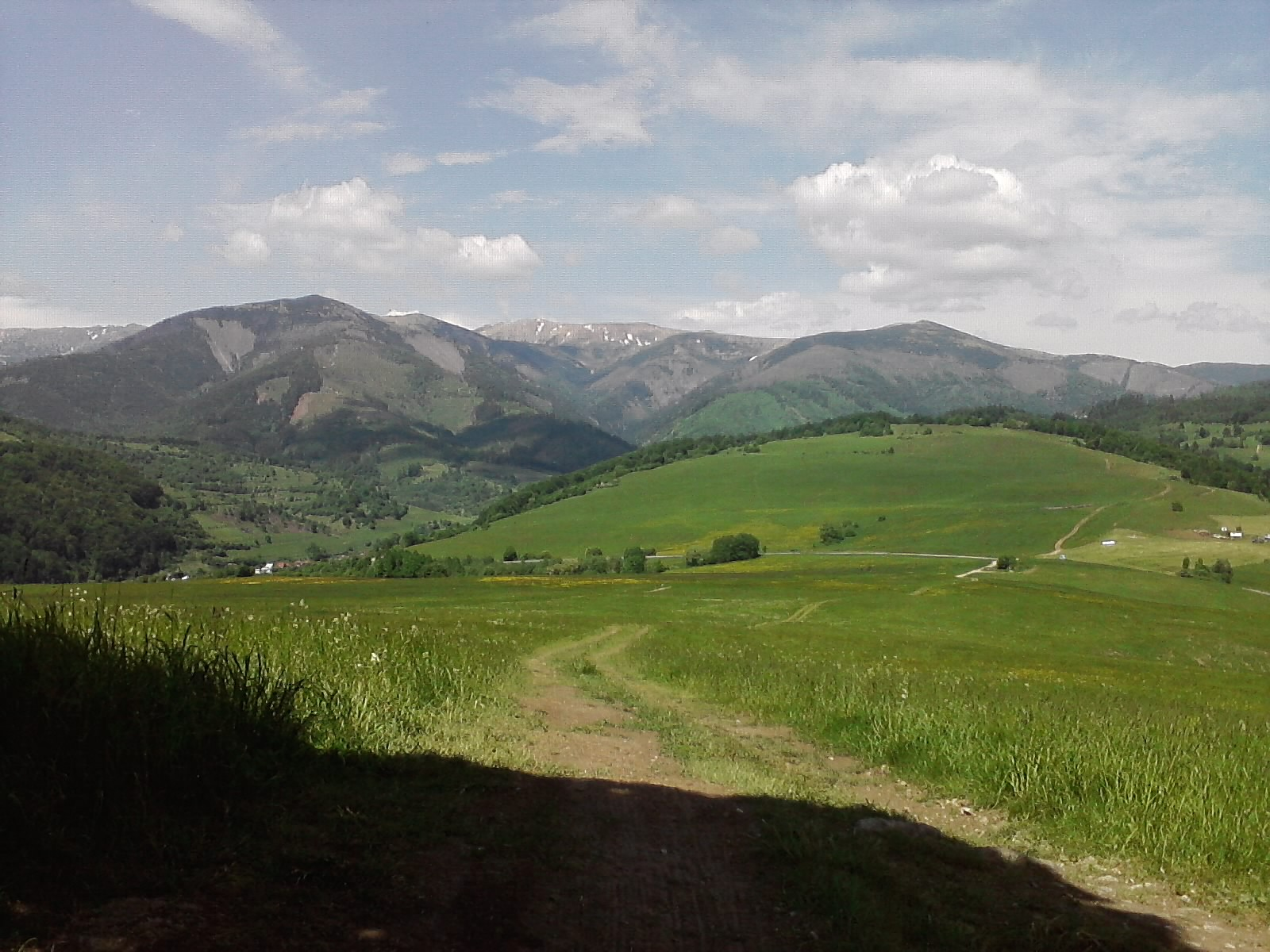
Krajina Horního Pohroní

V Heľpě se od roku 1966 každoročně koná folklorní festival Horehronské dny zpěvu a tance. Slovenská zpěvačka Kristína o tomto regionu nahrála velmi úspěšnou píseň.

## Doprava
Mezi vyhledávané turistické atrakce regionu patří také Lesnický skanzen ve Vydrovské dolině a Černohronská železnice v Čierném Balogu. Tato úzkorozchodná železnice byla postavena v údolí Černého Hronu hlavně na odvoz dřeva. Železniční zajímavosti doplňuje Telgártská smyčka na trati Červená Skala – Margecany, která trati umožňuje nabrat potřebnou výšku pro přejezd sedlem Besník.